# Бейт Аріф
31°59′41″ пн. ш. 34°56′00″ сх. д. / 31.994722222222° пн. ш. 34.933333333333° сх. д.
Бейт Аріф (івр. בֵּית עָרִיף , букв. «дім хмар») — мошав у центральній частині Ізраїлю. Розташований поблизу міста Шохам, перебуває під юрисдикцією регіональної ради Хевель Моді'ін. У 2019 році тут проживало 1174 особи.

## Історія
Мошав заснували 1949 року іммігранти з Болгарії на руїнах знелюдненого палестинського села Дайр Таріф (римляни називали його Бетаріф). Спочатку мошав називався Ахлама (івр. אחלמה, «аметист») (2 М. 28:19), за назвою одного з дванадцяти каменів у хошені, священному нагруднику, який носив єврейський первосвященник. На честь цих каменів названо ще чотири сусідніх поселення — Барекет («смарагд»), Шогам («онікс»), Лешем («опал») і Нофех («карбункул»).
На початку 1950-х років у цей район прибули частина єврейських біженців з Ємену та Протекторату Аден. Вони побудували будинки приблизно за пів кілометра. У 1953 році, після сварок між двома групами, жителі-засновники переїхали в Ґінатон (мошав, також заснований болгарсько-єврейськими іммігрантами).

## Виноски
1. ↑  Центральне статистичне бюро Ізраїлю — 1949.
2. ↑  "Population in the Localities 2019" (XLS). Israel Central Bureau of Statistics. Архів оригіналу за 2 грудня 2020. Процитовано 23.01.2022.
3. ↑  Khalidi, Walid (1992). All That Remains: The Palestinian Villages Occupied and Depopulated by Israel in 1948. Washington D.C.: Institute for Palestine Studies. с. 379. ISBN 0-88728-224-5. Архів оригіналу за 21 березня 2019. Процитовано 27 січня 2022.
4. ↑  Carta's Official Guide to Israel and Complete Gazetteer to all Sites in the Holy Land. (3rd edition 1993) Jerusalem, Carta, p. 108, ISBN 965-220-186-3 (English)
5. ↑  Place Names in Israel.